# Milica Medved
Milica Medved (16 gennaio 2002) è una pallavolista serba, libero della LOVB Madison.

## Carriera

### Club
Inizia la sua carriera in Prva Liga, giocando per due annate con l'Omladinac. Debutta in Superliga nella stagione 2019-20 quando viene ingaggiata dallo Jedinstvo Stara Pazova, club nel quale milita per cinque annate e con il quale conquista due scudetti, una Coppa di Serbia e una Supercoppa. Fa poi la sua prima esperienza all'estero, approdando negli Stati Uniti d'America per disputare la League One Volleyball 2025 con la LOVB Madison.

### Nazionale
Fa parte della nazionale serba under 16 che partecipa alle qualificazioni al campionato europeo 2017, mentre con l'under 17 è di scena al campionato europeo 2018.
Nel 2024 debutta in nazionale maggiore nel corso della Volleyball Nations League.

## Palmarès

### Club
- Campionato serbo: 2

2022-23, 2023-24
- Coppa di Serbia: 1

2023-24
- Supercoppa serba: 1

2023